# Амикацин
Амикацин (Amikacin) е аминогликозиден антибиотик. Притежава изразено противомикробно действие спрямо грам-отрицателните и малка част от грам-положителните микроорганизми. Прилага се при бактериална септицемия, инфекции на ЦНС, инфекции на дихателните пътища, на меките тъкани, кожата, костите, ставите и др. Прилага се интрамускулно или интравенозно. Дозата се определя спрямо теглото на съответния пациент. Този антибиотик често води до диария.Никога не изпозлвайте Амикацин или друг аминиглюкозоиден антибиотик , ако не ви е живото решаващо . Може да предизвика необратимо увреждане на слуха , до пълна загуба на слух и силен шум в ушите , дори от нормална доза още в началото на приема ! Абсолютно забранено е да се прилага на бебета и малки деца !